# Knafayim Shvurot
Knafayim Shvurot (כנפיים שבורות) è un film israeliano del 2002 diretto da Nir Bergman.